# Longnan
Longnan léase Long-Nan (en chino: 陇南, pinyin: Lǒngnán shì) es una ciudad-prefectura en la provincia de Gansu, República Popular China. A una distancia aproximada de 320 kilómetros de la capital provincial. Limita al norte con Dingxi, al sur con la provincia de Sichuan, al oeste con Gannan y este con la provincia de Shaanxi. Su área es de 27 923 km² y su población en 2010 fue de 2,680 millones de habitantes.

## Administración
La ciudad Longnan se divide en 1 distrito y 8 condados.
- Distrito Wudu 武都区 (Sede de gobierno)
- Condado Cheng 成县
- Condado Dangchang 宕昌县
- Condado Kang 康县
- Condado Wen 文县
- Condado Xihe 西和县
- Condado Li 礼县
- Condado Liangdang 两当县
- Condado Hui 徽县

## Historia
Longnan se creó por lo menos hace 7000 años. Entre 5000 y 6000 años atrás, las civilizaciones se desarrollaron a lo largo de los rios Xihanshui (西汉水) y Bailong (白龙江) ambos afluentes del río Jialing. En algunas partes de la ciudad hay antiguas ruinas. Longnan es muy importante en la historia china y es considerada la cuna de la dinastía Qin, la dinastía que uniría a toda China en un conjunto por primera vez. Es común encontrar todavía artefactos de la dinastía Qin, como cerámica, bronce y monedas.

## Clima
| Parámetros climáticos promedio de Longnan (1971−2000) | Parámetros climáticos promedio de Longnan (1971−2000) | Parámetros climáticos promedio de Longnan (1971−2000) | Parámetros climáticos promedio de Longnan (1971−2000) | Parámetros climáticos promedio de Longnan (1971−2000) | Parámetros climáticos promedio de Longnan (1971−2000) | Parámetros climáticos promedio de Longnan (1971−2000) | Parámetros climáticos promedio de Longnan (1971−2000) | Parámetros climáticos promedio de Longnan (1971−2000) | Parámetros climáticos promedio de Longnan (1971−2000) | Parámetros climáticos promedio de Longnan (1971−2000) | Parámetros climáticos promedio de Longnan (1971−2000) | Parámetros climáticos promedio de Longnan (1971−2000) | Parámetros climáticos promedio de Longnan (1971−2000) |
| Mes                                                   | Ene.                                                  | Feb.                                                  | Mar.                                                  | Abr.                                                  | May.                                                  | Jun.                                                  | Jul.                                                  | Ago.                                                  | Sep.                                                  | Oct.                                                  | Nov.                                                  | Dic.                                                  | Anual                                                 |
| ----------------------------------------------------- | ----------------------------------------------------- | ----------------------------------------------------- | ----------------------------------------------------- | ----------------------------------------------------- | ----------------------------------------------------- | ----------------------------------------------------- | ----------------------------------------------------- | ----------------------------------------------------- | ----------------------------------------------------- | ----------------------------------------------------- | ----------------------------------------------------- | ----------------------------------------------------- | ----------------------------------------------------- |
| Temp. máx. media (°C)                                 | 8.0                                                   | 10.6                                                  | 15.5                                                  | 21.8                                                  | 25.8                                                  | 28.4                                                  | 30.3                                                  | 29.9                                                  | 24.4                                                  | 19.5                                                  | 14.5                                                  | 9.3                                                   | 19.8                                                  |
| Temp. mín. media (°C)                                 | −0.3                                                  | 2.3                                                   | 6.5                                                   | 11.3                                                  | 15.1                                                  | 18.2                                                  | 20.4                                                  | 20.0                                                  | 16.1                                                  | 11.6                                                  | 6.0                                                   | 0.6                                                   | 10.7                                                  |
| Precipitación total (mm)                              | 1.9                                                   | 2.8                                                   | 13.5                                                  | 33.9                                                  | 60.1                                                  | 73.3                                                  | 86.7                                                  | 83.0                                                  | 75.4                                                  | 34.3                                                  | 6.2                                                   | .8                                                    | 471.9                                                 |
| Días de precipitaciones (≥ 1 mm)                      | 1.9                                                   | 2.7                                                   | 7.7                                                   | 10.4                                                  | 13.1                                                  | 13.9                                                  | 12.4                                                  | 12.0                                                  | 13.3                                                  | 11.7                                                  | 4.0                                                   | 1.1                                                   | 104.2                                                 |
| Horas de sol                                          | 151.8                                                 | 127.2                                                 | 135.6                                                 | 167.0                                                 | 178.9                                                 | 164.0                                                 | 184.4                                                 | 187.6                                                 | 127.1                                                 | 120.7                                                 | 143.5                                                 | 161.8                                                 | 1849.6                                                |
| Humedad relativa (%)                                  | 51                                                    | 50                                                    | 52                                                    | 52                                                    | 56                                                    | 60                                                    | 63                                                    | 64                                                    | 69                                                    | 67                                                    | 58                                                    | 53                                                    | 57.9                                                  |
| Fuente: China Meteorological Administration           |                                                       |                                                       |                                                       |                                                       |                                                       |                                                       |                                                       |                                                       |                                                       |                                                       |                                                       |                                                       |                                                       |

## Aeropuerto
El aeropuerto Longnan-Chengzhou ( 陇南成州机场) está localizado a 10 km del condado Cheng. Su construcción empezó en julio de 2010 con un valor total de 1.200 millones de yuanes.